# Jeanne de Vendôme
Jeanne de Vendôme (1371 + 1372), comtesse de Vendôme et de Castres (1371-1372) de la Maison de Montoire, fille de Bouchard VII et d'Isabelle de Bourbon.

## Biographie
Sa mère mourut (mai 1371) alors qu'elle venait de naître et son père quelques mois plus tard (novembre 1371). Sa grand-mère Jeanne de Ponthieu assura la régence, mais l'enfant mourut au bout de quelques mois. Elle fut enterrée auprès de ses parents à la collégiale Saint-Georges de Vendôme